# Gauliga Mitte 1937/38
De Gauliga Mitte 1937/38 was het vijfde voetbalkampioenschap van de Gauliga Mitte. SV Dessau 05 werd kampioen en plaatste zich voor de eindronde om de Duitse landstitel, waar de club in de groepsfase uitgeschakeld werd.

## Eindstand
| Plaats | Club                                 | Wed. | W  | G | V | Saldo | Ptn.  |
| ------ | ------------------------------------ | ---- | -- | - | - | ----- | ----- |
| 1.     | SV Dessau 05                         | 18   | 12 | 3 | 3 | 64:23 | 27:09 |
| 2.     | FuCC Cricket-Viktoria 1897 Magdeburg | 18   | 11 | 3 | 4 | 47:29 | 25:11 |
| 3.     | SV Merseburg 99                      | 18   | 8  | 4 | 6 | 31:28 | 20:16 |
| 4.     | 1. SV 03 Jena                        | 18   | 9  | 1 | 8 | 40:33 | 19:17 |
| 5.     | VfL Halle 1896                       | 18   | 4  | 8 | 6 | 30:33 | 16:20 |
| 6.     | SpVgg 02 Erfurt                      | 18   | 6  | 4 | 8 | 26:46 | 16:20 |
| 7.     | FC Thüringen Weida                   | 18   | 6  | 3 | 9 | 37:32 | 15:21 |
| 8.     | 1. FC 07 Lauscha                     | 18   | 6  | 3 | 9 | 39:46 | 15:21 |
| 9.     | FV Sportfreunde Halle                | 18   | 5  | 5 | 8 | 25:50 | 15:21 |
| 10.    | SC Erfurt 1895                       | 18   | 3  | 6 | 9 | 15:34 | 12:24 |

|  | Kampioen, geplaatst voor nationale eindronde |
|  | Degradatie naar Bezirksliga                  |

## Promotie-eindronde
| Plaats | Club                 | Wed. | Saldo | Ptn. |
| ------ | -------------------- | ---- | ----- | ---- |
| 1.     | SV Steinach 08       | 4    | 15:5  | 6:2  |
| 2.     | FV Fortuna Magdeburg | 4    | 9:8   | 4:4  |
| 3.     | VfL Bitterfeld       | 4    | 6:17  | 2:6  |

|  | Promotie naar Gauliga Mitte 1938/39 |